# Web 3.0

Web-ul semantic comparat cu web-ul tradițional

Web 3.0 uneori folosit ca sinonim pentru web semantic, este un "web de date", care permite calculatoarelor să înțeleagă semantica, sau sensul, de informații pe World Wide Web.

Web 3.0 extinde rețeaua resurselor existente pe internet (pagini web, documente text și multimedia, baze de date, servicii etc), care pot fi citite de către utilizatori. Aceasta se realizează prin adăugarea unor extensii, numite metadate, la documentele deja existente, permițând datelor să ﬁe prelucrate automat de către calculatoare, prin similaritate. Este cazul proiectului PANKOW (Pattern-based Annotation through Knowledge on the Web). Acesta pune laolaltă paginile care includ anumite șabloane lingvistice specificate, asemănătoare cu tag-urile, dar mai complexe.  Principiul de funcționare al Web 3.0 se bazează pe sistemul de inteligență artificială și pe web-ul semantic.
Termenul a fost descris ca concept pentru prima dată în anul 2006 de Tim Berners-Lee, creatorul World Wide Web și director al World Wide Web Consortium, care supraveghează dezvoltarea de standarde propuse World Wide Web: 
„Oamenii mă întreabă ce este Web 3.0. Cred că dacă adaugi grafică vectorială, tot conținutul să fie dinamic, interactiv și atrăgător, peste Web 2.0, și oferi acces la web semantic peste un spațiu enorm de date, obții acces la o resursă de date incredibilă”. De asemenea, el definește web-ul semantic drept „o componentă a Web 3.0, o rețea de date care pot fi procesate în mod direct și indirect de calculatoare.”
Începând cu anul 2010, începe să se treacă treptat la Web 3.0, care presupune dinamizarea totală a paginilor web prin adoptarea graficii vectoriale și implementarea web-ului semantic ca unealtă a sistemelor de calcul de a observa informații în texte și de a genera informații noi pe baza lor.
În 2013, mai mult de patru milioane de domenii web conțineau elemente de Web 3.0 și web semantic. 

## Structura web-ului semantic
Web-ul Semantic poate fi văzut ca o suită de tehnologii, organizate într-o arhitectură stratificată cunoscută sub numele de layer cake. La baza structurii se află standardul Unicode folosit în reprezentarea și manipularea textului în diferite limbi, și standardul URI, pentru identificarea resursele publicate pe Web (documente multimedia, pagini Web, bloguri etc.). Pentru fiecare nivel, consorțiul W3C a standardizat sau urmează să standardizeze diferite limbaje bazate pe familia XML:
- XML: standard pentru descrierea și transferul de date pe Web
- XML Schema: este un limbaj ce oferă doar o descriere formală a convențiilor sintactice asupra structurii documentelor XML
- RDF: cadru menit să ofere suport pentru procesarea în manieră inteligentă a metadatelor, și relațiile dintre ele utilizând sintaxa XML
- RDF Schema: este un vocabular pentru descrierea proprietăților și claselor resurselor RDF, cu o semantică pentru generalizarea/ierarhizarea acestora
- OWL: adaugă noi elemente de vocabular pentru descrierea proprităților claselor, instanțe de clase și relațiile dintre acestea; permite definirea de constrângeri asupra proprietăților cum ar fi constrângerile de cardinalitate, restricțiile de valori sau impunerea unor caracteristici predefinite pentru proprietăți (tranzitivitate, simetrie etc.).
- SPARQL: este un limbaj de interogare și un protocol care permite pentru a căuta, adăuga, modifica sau șterge datele RDF disponibile
- RIF: limbaj XML pentru a exprima reguli Web pe care computerele le pot executa; oferă mai multe versiuni, numite dialecte: RIF Basic Logic Dialect (RIF-BLD) și RIF Production Rules Dialect (RIF PRD) [4]

Tabel ce arată o comparație între web 2.0 și web 3.0:
| Web 2.0               | web 3.0                   |
| --------------------- | ------------------------- |
| Citire /scriere web   | Web personal mobil        |
| Comunități            | Indivizi                  |
| Partajare de conținut | Conținut dinamic          |
| Bloguri               | Lifestreaming             |
| AJAX                  | RDF                       |
| Wikipedia, Google     | DBpedia, iGoogle          |
| Etichetare            | Implicarea utilizatorilor |
| XML/RSS               | RDF/RDFS/OWL              |

## Aplicații
Proiecte aflate în relație cu web-ul sematic: 
- aplicații de tip bookmark colaborativ (social bookmarking): del.icio.us, Google Bookmarks [6]
- multilinks: este o implementare parțială a standardelor RDF Hyper-linking using rdfs:seeAlso și XML
- Liquid Information: permite de asemenea crearea și asocierea de linkuri multiple pentru orice cuvânt din text, prin conceptul hyperwords
- wiki semantic: wiki opensource în care fiecare cuvânt poate fi editat colaborativ pentru a reprezenta linkuri spre noțiuni interne sau externe wiki-ului, pentru realizarea de asociații mentale; (ex.Semantic MediaWiki (SMW); conține extensia Semantic Web Browser, pentru navigare în cadrul wiki-ului
- microformats: reprezintă un set de formate opensource, bazate pe standarde actuale
- extensii web semantic pentru Firefox:  Semantic Radar, Tabulator
- comunicarea în timp real, la distanță, prin intermediul internetului și al comunicațiilor mobile, cu diferite dispozitive care au integrată tehnologia NFC: automobile, smartphones, puncte de plată prin unde radio fără contact etc.